# República Democrática do Congo nos Jogos Olímpicos de Verão de 2020
A República Democrática do Congo competiu nos Jogos Olímpicos de Verão de 2020 em Tóquio. Originalmente programados para ocorrerem de 24 de julho a 9 de agosto de 2020, os Jogos foram adiados para 23 de julho a 8 de agosto de 2021, por causa da pandemia COVID-19. Foi a 11.ª participação da nação nos Jogos Olímpicos de Verão desde sua estreia em 1968. A nação competiu previamente em quatro edições sob a denominação Zaire.

## Competidores
Abaixo está a lista do número de competidores nos Jogos.
| Esporte   | Masculino | Feminino | Total |
| --------- | --------- | -------- | ----- |
| Atletismo | 1         | 0        | 1     |
| Boxe      | 2         | 2        | 4     |
| Judô      | 0         | 1        | 1     |
| Taekwondo | 0         | 1        | 1     |
| Total     | 3         | 4        | 7     |

## Atletismo
A República Democrática do Congo recebeu vaga de universalidade da World Athletics para enviar um atleta masculino às Olimpíadas.
- Nota– As posições para os eventos de pista são em relação à bateria do atleta
- Q = Qualificado para a próxima fase
- q = Qualificado para a próxima fase como o perdedor mais rápido ou, em eventos de campo, pela posição sem atingir o alvo para qualificação
- NR = Recorde nacional
- N/A = Fase não aplicável para o evento
- Bye = Atleta não precisou disputar aquela fase

Eventos de pista e estrada
| Atleta        | Evento          | Eliminatória | Eliminatória | Quartas-de-final | Quartas-de-final | Semifinal | Semifinal | Final     | Final   |
| Atleta        | Evento          | Resultado    | Posição      | Resultado        | Posição          | Resultado | Posição   | Resultado | Posição |
| ------------- | --------------- | ------------ | ------------ | ---------------- | ---------------- | --------- | --------- | --------- | ------- |
| Oliver Mwimba | 100 m masculino |              |              |                  |                  |           |           |           |         |

## Boxe
A República Democrática do Congo enviou quatro boxeadores (dois por gênero) para o torneio olímpico pela primeira vez desde Londres 2012. David Tshama conquistou a vitória na semifinal do Torneio Africano de Qualificação Olímpica de 2020 em Diamniadio, Senegal, para garantir a vaga na categoria médio masculino.
Fiston Mbaya Mulumba (peso leve masculino), Marcelat Sakobi Matshu (peso pena feminino), e Naomie Yumba Therese (peso leve feminino) completaram a equipe do boxe da nação ao liderarem a lista de boxeadores elegíveis da África em suas respectivas categorias de peso pelo Ranking da Força-tarefa do COI. 
| Atleta                 | Evento           | Fase de 32           | Oitavas-de-final     | Quartas-de-final     | Semifinais           | Final                | Final   |
| Atleta                 | Evento           | Adversário Resultado | Adversário Resultado | Adversário Resultado | Adversário Resultado | Adversário Resultado | Posição |
| ---------------------- | ---------------- | -------------------- | -------------------- | -------------------- | -------------------- | -------------------- | ------- |
| Fiston Mbaya Mulumba   | -63 kg masculino |                      |                      |                      |                      |                      |         |
| David Tshama           | -75 kg masculino |                      |                      |                      |                      |                      |         |
| Marcelat Sakobi Matshu | -57 kg feminino  |                      |                      |                      |                      |                      |         |
| Naomie Yumba Therese   | -60 kg feminino  |                      |                      |                      |                      |                      |         |

## Judô
A República Democrática do Congo qualificou uma judoca para a categoria 78 kg nos Jogos. Marie Branser aceitou a vaga continental da África como a judoca de melhor ranking da nação fora da posição de qualificação direta pelo Ranking Mundial da IJF de 28 de junho de 2021. 
| Atleta        | Evento          | Fase de 32           | Oitavas-de-final     | Quartas-de-final     | Semifinais           | Repescagem           | Final / BM           | Final / BM |
| Atleta        | Evento          | Adversária Resultado | Adversária Resultado | Adversária Resultado | Adversária Resultado | Adversária Resultado | Adversária Resultado | Posição    |
| ------------- | --------------- | -------------------- | -------------------- | -------------------- | -------------------- | -------------------- | -------------------- | ---------- |
| Marie Branser | –78 kg feminino |                      |                      |                      |                      |                      |                      |            |

## Taekwondo
A República Democrática do Congo recebeu uma vaga da Comissão Tripartite e da World Taekwondo Federation para enviar Naomie Katoka para a categoria 67 kg das Olimpíadas.
| Atleta        | Evento             | Oitavas-de-final     | Quartas-de-final     | Semifinais           | Repescagem           | Final / BM           | Final / BM |
| Atleta        | Evento             | Adversária Resultado | Adversária Resultado | Adversária Resultado | Adversária Resultado | Adversária Resultado | Posição    |
| ------------- | ------------------ | -------------------- | -------------------- | -------------------- | -------------------- | -------------------- | ---------- |
| Naomie Katoka | Até 67 kg feminino |                      |                      |                      |                      |                      |            |